# Francisco da Costa Gomes
Francisco da Costa Gomes ComTE • OA • ComA • GOA • GCL (Chaves, Santa Maria Maior, 30 de junho de 1914 – Lisboa, Lapa, 31 de julho de 2001) foi um militar e político português. Foi o décimo-quinto Presidente da República Portuguesa, o segundo após a Revolução de 25 de Abril.
De família numerosa, de onze irmãos (dos quais três vão falecer antes de chegar à idade adulta), muito cedo Francisco da Costa Gomes fica órfão de pai, um dia após completar oito anos. Após terminar a instrução primária, em Chaves, aos 10 anos entra no Colégio Militar, provavelmente por falta de posses, para que possa aí prosseguir os estudos, prosseguindo a carreira de armas. Sobre a profissão militar, o próprio diria mas tarde: «se pudesse não [a] teria seguido.».
Em 1921, com 17 anos ingressa no Regimento de Cavalaria N.º 6, em Braga, como 1.º sargento-cadete. Mais tarde, ascende a aspirante a oficial do Curso de Armas Gerais (Infantaria e Cavalaria) e a alferes em novembro de 1935. Em 1938, ingressou no Batalhão N.º 4 da Guarda Nacional Republicana, no Porto, estreando-se em funções de comando. Em 1944, ano em que foi promovido a capitão, concluiu, com distinção, a licenciatura em Ciências Matemáticas, na Universidade do Porto.
Militar sempre preocupado com a paz, de perfil civilista, indo ao pormenor de, sintomática e simbolicamente, restringir o uso da farda apenas às ocasiões em que tal lhe era exigido, é no entanto, na Guerra Colonial, de entre os grandes cabos de guerra, o mais renitente em utilizar a força bélica em grandes e pequenas operações, e, paradoxalmente, o que mais êxito teve em termos operacionais e bélicos.
Costa Gomes foi, com uma antecedência assinalável, em 1961, o primeiro chefe militar a defender claramente que a solução para a guerra colonial era política e não militar, não obstante cumpriu com brilhantismo as suas funções como comandante militar da 2.ª Região Militar de Moçambique, entre 1965 e 1969 (primeiro, como segundo-comandante, depois, como comandante) e, seguidamente, como comandante da Região Militar de Angola.
Após o 28 de setembro de 1974, com o afastamento do general Spínola, Costa Gomes é nomeado para a Presidência da República, onde lhe caberá a difícil missão de conciliador de partes em profunda desavença, com visões radicais do mundo, algumas verdadeiramente inconciliáveis. Levará sobre os seus ombros tudo quanto se irá passar até à Crise de 25 de novembro de 1975, onde lhe coube o papel capital de impedir a radicalização dos conflitos poupando o país a enfrentamentos violentos e uma possível guerra civil. Costa Gomes é considerado um dos principais obreiros da instauração da democracia em Portugal.

## Biografia

### Juventude e formação
Francisco da Costa Gomes nasceu a 30 de junho de 1914, na travessa da Rua do Sal, nº 15, na freguesia de Santa Maria Maior, em Chaves, distrito de Vila Real. O pai, António José Gomes (Chaves, Santo Estêvão – Lisboa, Socorro, 1 de julho de 1922), Capitão do Exército, casou em Chaves a 17 de janeiro de 1901 com sua mãe Idalina Júlia Monteiro da Costa (Chaves, 27 de maio de 1880 – Porto, 18 de fevereiro de 1967), tendo constituído uma família numerosa, de onze filhos e filhas (dos quais três vão falecer antes de chegar à idade adulta).
A infância de Francisco da Costa Gomes é marcada pela morte do pai um dia após o jovem Francisco completar oito anos. A sua mãe, com apenas 41 anos, fica a braços com oito filhos para criar e sustentar.
Entre 1924 e 1931 estudou no Colégio Militar, em Lisboa. A escolha do Colégio Militar dá-se, porque com a mãe viúva a família não tinha possibilidades económicas de o colocar a estudar noutro sítio. A passagem pelo Colégio Militar é um período difícil da sua vida. No seu livro de memórias, Costa Gomes conta que se sentiu "bastante violentado" por um conjunto de "regras rígidas de cuja utilidade duvidava". Por outro lado a família não tinha dinheiro para lhe pagar as viagens entre Lisboa e Chaves pelo que Costa Gomes passava a Páscoa e o Natal em Lisboa e só ia a casa nas férias do verão.
Uma vez terminado o Colégio Militar alistou-se no Exército em 1931, tendo servido em várias unidades militares e progredido rapidamente na carreira, terminando o tirocínio na Escola Prática de Cavalaria em 1936. Tudo isto acompanhado de algum desencanto com a instituição militar.

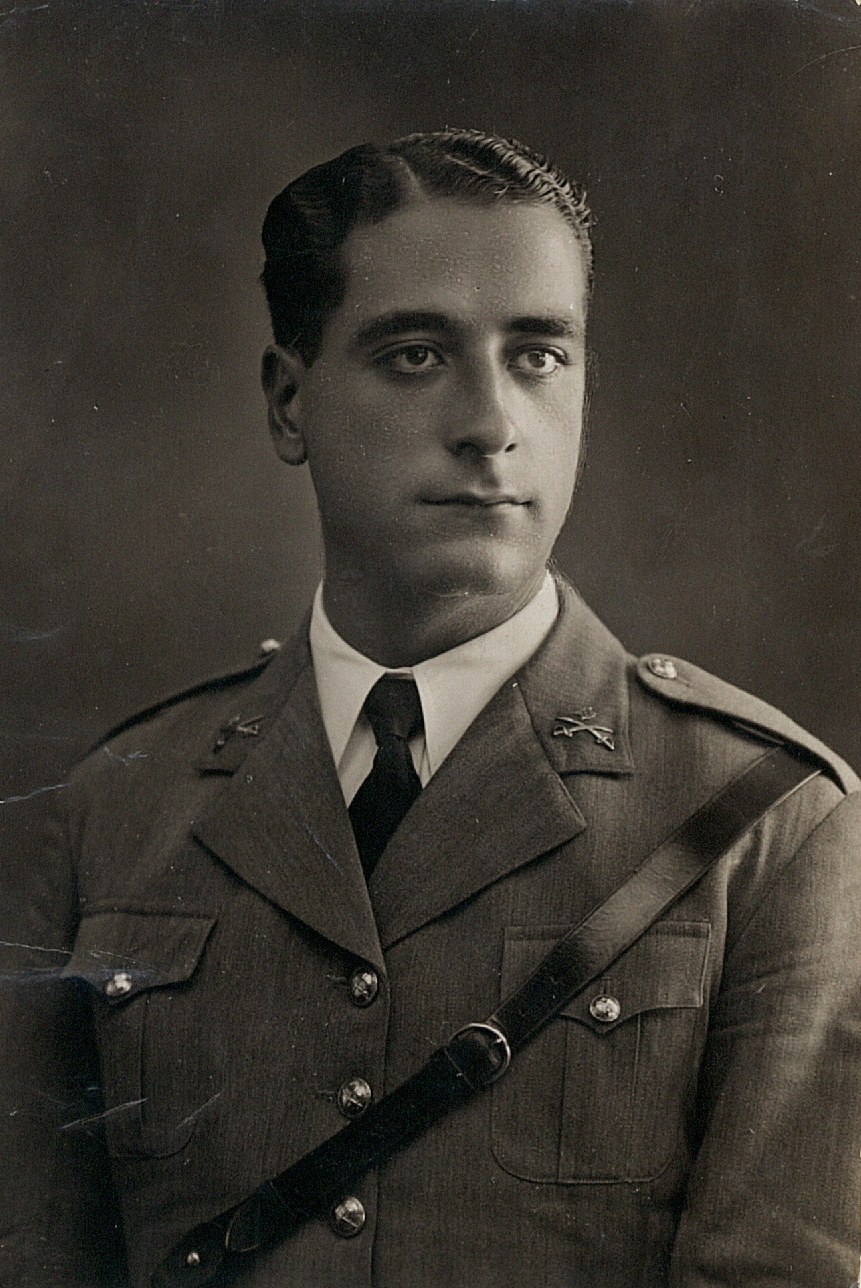
Costa Gomes na década de 1940

Em 1943 terminou o curso para Capitães de Cavalaria e a 1 de janeiro de 1944 é promovido a Capitão.
Em paralelo à sua carreira militar, entre 1939 e 1944 também estudou na Faculdade de Ciências da Universidade do Porto, onde foi aluno de Ruy Luís Gomes, tendo-se licenciado em Ciências Matemáticas, em 1944.

### Ascensão na carreira militar
Realizou comissões de serviço nas colónias portuguesas, tendo chefiado a expedição militar a Macau, em 1949, exercendo funções como subchefe e chefe do Estado-Maior naquela região. Segundo as suas próprias palavras a expedição militar foi organizada porque havia o receio de uma possível tomada do território por parte das forças leais a Mao Tsé-Tung. Em Macau, Costa Gomes participa na elaboração de um relatório assinado pelo Coronel Laurénio Cotta Morais dos Reis em que se afirma ser uma "fantasia" pretender-se assegurar militarmente a posse do território.
Em novembro de 1951 é colocado no Estado-Maior do Exército para estudar a possibilidade de mobilizar as forças cometidas à OTAN e ao Pacto Ibérico.
Em 19 de dezembro de 1952 é promovido a major e nessa qualidade dirige a formação das forças portuguesas a integrar na OTAN. Em 1954 é nomeado para o comando supremo da OTAN (The Supreme Allied Commander Atlantic - "SACLANT"), em Norfolk, Virgínia, nos Estados Unidos, sob a chefia do General Humberto Delgado e onde ao longo de dois anos se tornou um profundo conhecedor dos assuntos da NATO.
Em 1956 regressa dos Estados Unidos e é colocado como adjunto da Primeira Repartição da Defesa Nacional. É nesta repartição que Costa Gomes diz ter a certa altura entrado em desacordo com o general Santos Costa tendo assim conquistado o respeito do general que passou a consultá-lo para todos os assuntos relacionados com a OTAN. Foi também a partir desta altura que Costa Gomes diz ter adquirido uma especial consideração por parte do General Botelho Moniz.
Em 1958 o então tenente-coronel Costa Gomes foi responsável pelo policiamento das ações da candidatura do general Humberto Delgado.

### Participação no golpe Botelho Moniz e queda
Em agosto de 1958 Costa Gomes é nomeado subsecretário de Estado do Exército com Botelho Moniz como responsável pela pasta da Defesa Nacional. Poucos dias depois é recebido por Salazar que em conversa lhe terá dito que o considerava o oficial Português "mais bem informado sobre as colónias". Ainda no mesmo ano, em 11 de abril de 1961, Costa Gomes envolve-se no Golpe Botelho Moniz, intentado pelo Ministro da Defesa. No rescaldo, como outros funcionários de estado, é exonerado do governo a partir de 13 de abril de 1961, substituido por Jaime Filipe da Fonseca.
Já depois do “golpe” ter falhado, a 19 de abril de 1961, Costa Gomes publica uma carta no Diário Popular onde afirma que o problema das províncias africanas é “um complexo de problemas do qual o militar é uma das partes que está longe de ser a mais importante”. Sobre esta carta, a embaixada americana, como que antevendo o futuro político de Costa Gomes, comentou: “É possível que se numa data futura as Forças Armadas acharem necessário dispensar os serviços do Dr. Salazar, o coronel Costa Gomes seja, em vez do general Botelho Moniz, a verdadeira solução”.
Em 1962, é colocado na chefia do Distrito de Recrutamento e Mobilização de Beja. Termina o Curso de Altos Comandos em 1964.
Segue-se a experiência como inspetor na Direção da Arma de Cavalaria, em 1964, cargo que acumulará com o de professor no Instituto de Altos Estudos Militares.

### Na Guerra Colonial
Já Brigadeiro, é nomeado segundo comandante e depois comandante da Região Militar de Moçambique, função que exerce de 1965 a 1969.
Na guerra colonial, Costa Gomes tem uma estratégia original e diferente das de Spínola e Kaúlza de Arriaga. Segundo Costa Gomes, a base da ação bélica na guerra contra-subversiva deveria centrar-se em “servir as populações”. A guerra, dizia o general, devia ser feita «não contra os guerrilheiros», mas «a favor das populações» e acrescentava «não tínhamos por principal missão combater os movimentos de libertação, mas recuperar as populações». Defender as populações, afastando-as da guerrilha, assegurando o seu bem-estar, a ordem e a paz social. A utilização da violência deveria ser o mais possível focalizada.
Em 1970 torna-se comandante da Região Militar de Angola, onde procede à remodelação do comando-chefe e defende um entendimento militar com a UNITA, contra o MPLA e a FNLA.
Em 1971, em entrevista à Emissora Nacional, enquanto Comandante Chefe das Forças Armadas em Angola, Costa Gomes refere a evolução favorável pela diminuição da "actividade terrorista" do inimigo, com diminuição de ações e baixas infligidas. "o número de pessoas que se libertaram do jugo terrorista e se nos apresentaram, manteve-se num ritmo muito razoável", tal era possível pelas "medidas de carácter militar" e autodefesa pelas populações. Referia também que apesar do aumento do apoio externo, isso não teria consequências internas, devido à dificuldade em recrutarem elementos internamente.
A 12 de setembro de 1972 é nomeado 7.º Chefe do Estado-Maior-General das Forças Armadas de Portugal, em substituição do general Venâncio Deslandes. Em março de 1974, pouco antes do 25 de Abril, é exonerado do cargo, depois de se recusar a comparecer numa cerimónia pública de lealdade ao governo de Marcello Caetano, promovida por altas patentes militares (um grupo que ficaria conhecido como a "Brigada do Reumático").

### Papel na democratização e Presidência da República

Junta de Salvação Nacional, (da esquerda para a direita: Capitão António Alva Rosa Coutinho, Capitão José Baptista Pinheiro de Azevedo, General Francisco da Costa Gomes, General António de Spínola, Brigadeiro Jaime Silvério Marques e Coronel Carlos Galvão de Melo).

Após o 25 de Abril, é um dos sete militares que compõem a Junta de Salvação Nacional. Entre o dia 30 de abril de 1974 e o dia 13 de julho de 1976, foi o 9.º Chefe do Estado-Maior-General das Forças Armadas de Portugal.
Em consequência dos acontecimentos gerados a partir da Maioria Silenciosa e do 28 de setembro, António de Spínola demite-se juntamente com outros membros da Junta de Salvação Nacional. Por ser o elemento mais graduado, Costa Gomes é então nomeado pela Junta de Salvação Nacional e torna-se Presidente da República.
Ocupou o cargo de Presidente da República até junho de 1976, altura em que as primeiras eleições livres para a escolha do Chefe de Estado em Portugal ditaram a eleição de António Ramalho Eanes. O seu mandato ficará marcado como um período de radicalização do processo revolucionário, sob a influência do PCP e de partidos de extrema-esquerda. Apesar da ambiguidade que muitos veem nas suas posições, reconhecem-lhe o mérito de ter evitado a guerra civil. Durante o "gonçalvismo", foi acusado de proximidade com Vasco Gonçalves, também ele próximo dos comunistas e com quem tinha uma longa relação de amizade pessoal. Acresce que o filho único de Costa Gomes viveu em casa de Vasco Gonçalves enquanto o primeiro esteve ao serviço em África. Por outro lado, o filho do presidente e a filha de Vasco Gonçalves, eram, à época, ambos membros do PCP e chegaram a ser namorados.

Retrato oficial do Presidente Costa Gomes, por Joaquim Rebocho. Museu da Presidência da República.

Foi ainda acusado de excessiva proximidade e fomento de relações com os países do Bloco de Leste e Pacto de Varsóvia, considerado excessivo e incompatíveis com a presença na NATO. Costa Gomes visitou a Roménia e a Polónia, com diferentes graus de fidelidade e subalternização à União Soviética, onde também se deslocou e se encontrou com Leonid Brejnev. Participou ainda nas cerimónias de encerramento da conferência da Conferência para a Segurança e Cooperação Europeia, que ocorreu em Helsínquia, em agosto de 1975.

### O enfoque na promoção da paz
Abandonada a presidência, a partir de 1977, desenvolve intensa atividade nacional e internacional, integrando a Presidência do Conselho Mundial da Paz (uma organização de inspiração comunista e ligações à União Soviética) e a Presidência do Conselho Português para a Paz e Cooperação. Integrava ainda o Grupo de Generais para a Paz e o Desarmamento. Muitos dos seus críticos, apontaram que o envolvimento neste organismo é prova a posteriori da proximidade com a União Soviética e com os ideais comunistas.
Em 1982 foi elevado à patente de Marechal.
Em 1986 recebeu do secretário-geral das Nações Unidas o galardão de Mensageiro para a Paz.
Num balanço final de vida, Costa Gomes escolhia o epíteto de homem de paz, e elegia, entre as inúmeras distinções de que foi alvo, a de "Mensageiro da Paz", atribuída pelas Nações Unidas.
Costa Gomes faleceu no Hospital Militar de Lisboa, na freguesia da Lapa, a 31 de julho de 2001, vítima de insuficiência respiratória, com 87 anos. Está sepultado na Cripta dos Marechais do Cemitério do Alto de São João.

### Vida pessoal
Ao visitar o estúdio do pintor Henrique Medina, Costa Gomes apaixona-se por uma retratada vestida de minhota, e pede ao pintor para ser apresentado à bonita jovem. Era uma menina de Viana do Castelo chamada Maria Estela. A 8 de dezembro de 1952, casa na Sé de Viana do Castelo com Maria Estela Veloso de Antas Varajão.
O casal viria a ter apenas um filho, Francisco Varajão da Costa Gomes, nascido a 16 de agosto de 1956, em Lisboa, empenhado membro da comunista UEC, utilizado muitas vezes como veículo de pressão e comunicação entre o PCP e Costa Gomes. Depois do 25 de Novembro de 1975 foi estudar para Cuba. Mais tarde, regressado a Portugal, viria a suicidar-se, ao que parece «uma morte muito triste de solidão profunda por um desgosto de amor», segundo Zita Seabra.
Foi acusado pelos familiares de Jorge Jardim de ser o responsável individual (e não a Junta de Salvação Nacional) pela emissão de um mandado de captura, em 1974, cuja consequência foi o seu afastamento do processo de negociação relativo à independência de Moçambique, onde tinha grande influência. No entanto, o Tribunal Administrativo iliba Francisco da Costa Gomes, não dando como provados os factos.

### Condecorações e distinções
Galardões internacionais:
- Mensageiro para a Paz (1986), Nações Unidas

Ordens honoríficas portuguesas:
- Oficial da Ordem Militar de Avis de Portugal (5 de outubro de 1926 e 16 de setembro de 1950)
- Comendador da Ordem Militar de Avis de Portugal (28 de dezembro de 1953)
- Grande-Oficial da Ordem Militar de Avis de Portugal (20 de agosto de 1971)
- Banda das Três Ordens (30 de setembro de 1974 - 13 de julho de 1976)
- Comendador da Ordem Militar da Torre e Espada, do Valor, Lealdade e Mérito de Portugal (2 de novembro de 1972)
- Grã-Cruz da Ordem da Liberdade (5 de julho de 2023, a título póstumo)

Ordens honoríficas estrangeiras:
- Grande-Oficial da Ordem Nacional do Cruzeiro do Sul do Brasil (21 de novembro de 1972)
- Primeira Classe da Ordem da Estrela da Roménia (15 de abril de 1976)
- Grande-Estrela Jugoslava da Ordem da Estrela Jugoslava da Jugoslávia (29 de abril de 1976)
- Grande-Cordão da Ordem do Mérito da Polónia (7 de maio de 1976)
- Grã-Cruz da Ordem Nacional da Legião de Honra de França (20 de maio de 1976)
- Grã-Cruz da Ordem Nacional do Leão do Senegal (6 de julho de 1976)

## Polémicas
Foi acusado pelo famoso ex-agente da CIA e escritor Oswald LeWinter de, em conjunto com José Baptista Pinheiro de Azevedo, ter ajudado a enviar armas para o Irão.